# Anatas

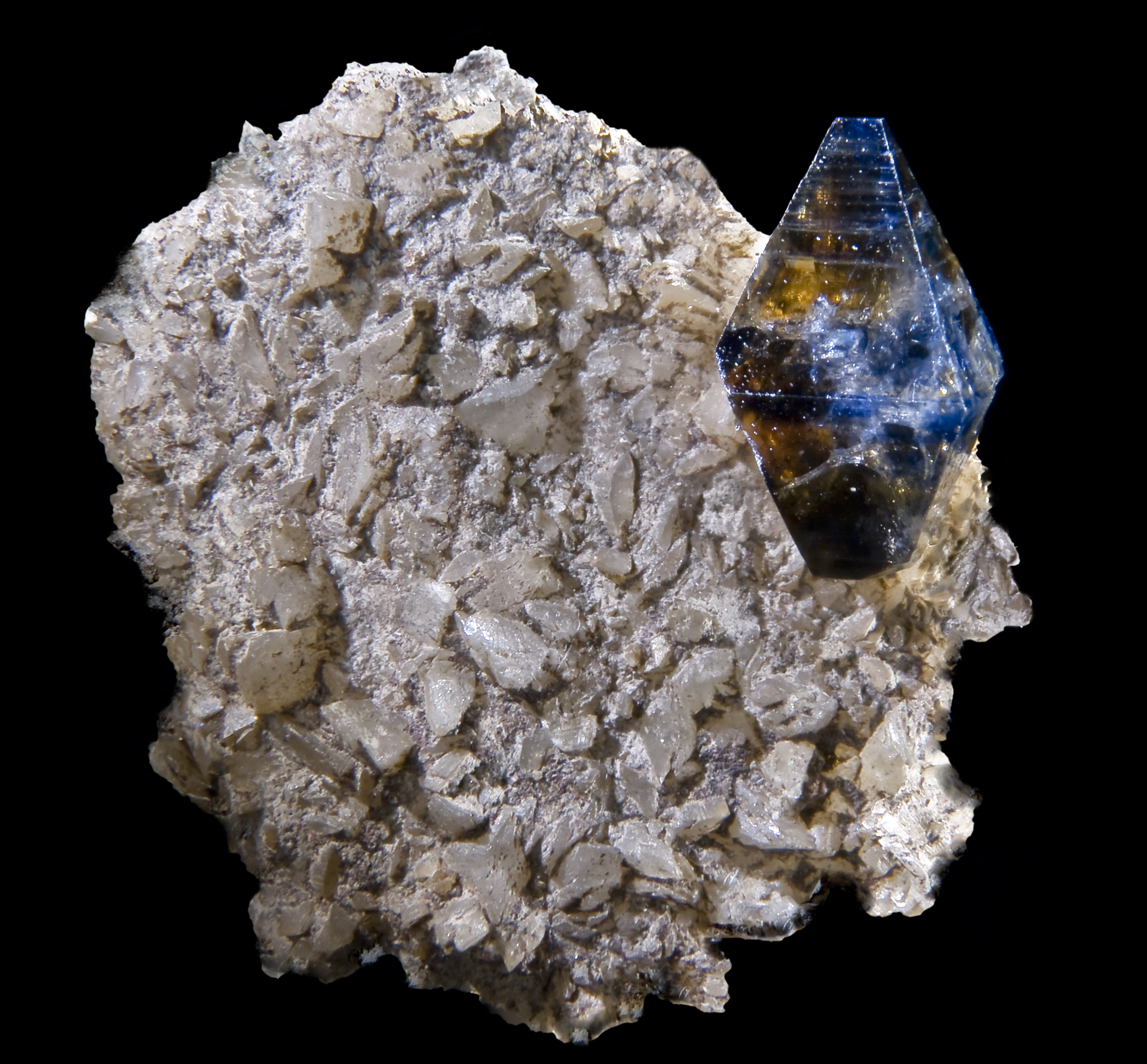
Anatas

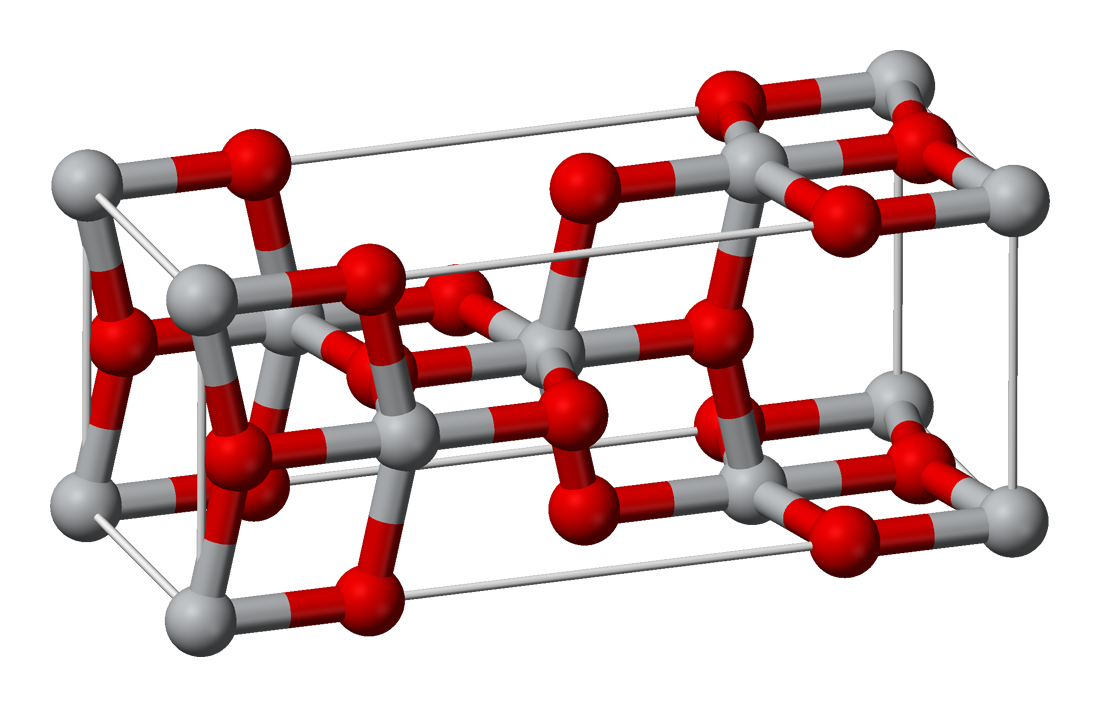
Anatas tillhör det tetragonala kristallsystemet.

Anatas, en av de tre mineralformerna för titandioxid. Anatas har den kemiska sammansättningen TiO2; hårdhet 5½–6; densitet 3,9; spaltningen är perfekt; och strecket vitt.
Det uppträder alltid i form av små, isolerade och skarpt utvecklade kristaller och liksom rutil, en vanligare variant av titandioxid, kristalliseras det i det tetragonala kristallsystemet. Symmetrin till trots skiljer sig vinklarna mellan kristallytorna åt mellan de två mineralens toppvinklar — hos anatas är vinkeln 82°9' medan motsvarande vinkel hos rutil är 56°52½'. Dessutom är anatas mindre hård och har lägre densitet än rutil. Anatas är också optiskt negativ men rutil optiskt positiv (se dubbelbrytning) och anatas har en mer framträdande metallisk adamantinglans..
Den spetsiga toppvinkeln hos anatas, och den därmed sammanhörande längre höjdsträckningen, gjorde att mineralogen René Just Haüy 1801 namngav mineralet efter grekiskans anatasis, "utbredning", "utsträckning".
Den yttre formen (habitus) hos anataskristaller kan delas upp i två grupper.
Den vanligaste uppträder som två branta, dubbla pyramider med indigoblå till svart färg och metallisk glans. Denna variant förekommer rikligt i Le Bourg-d'Oisans i Dauphiné i södra Frankrike där den associeras med fältspat och axinit i sprickor i granit och glimmerskiffer. Liknande mikrokristaller förekommer rikligt i sedimentära bergarter som sandsten, leror och skiffrar.
Den andra kristallvarianten har utvecklat betydligt fler pyramidsidor och är ofta plattare med en mer prismatisk habitus. Färgen varierar från honungsgul till brun. Dessa kristaller påminner om xenotim och sammanblandades länge med detta mineral. De förekommer bland annat i sprickor i gnejser i schweiziska Alperna.
Vid starkt upphettning ombildas anatas till rutil med en relativ densitet på 4,1. Denna ombildning kan förekomma naturligt. Konstgjorda anataskristaller kan användas i solceller och som halvledare. De produceras genom att fuktkänslig titantetraklorid, TiCl4, tillsätts till vatten vid mycket låg temperatur vilket resulterar i exoterm reaktion samt TiO2 och HCl i gasform.